# Новое Село (Лодейнопольский район)
Новое Село — деревня в Алёховщинском сельском поселении Лодейнопольского района Ленинградской области.

## История
В конце XIX — начале XX века деревня административно относилась к Красноборской волости 2-го стана 2-го земского участка Тихвинского уезда Новгородской губернии.

НОВОЕ СЕЛО — деревня Ветхосельского сельского общества, число дворов — 49, число домов — 49, число жителей: 108 м. п., 132 ж. п.; 

Занятие жителей — земледелие. Две мелочные лавки . (1910 год)

С 1917 по 1918 год деревня входила в состав Красноборской волости Тихвинского уезда Новгородской губернии.
С 1918 года в составе Череповецкой губернии.
С августа 1927 года в составе Ветхосельского сельсовета Оятского района. В 1927 году население деревни составляло 237 человек.
С 1928 года в составе Тервеничского сельсовета.
Согласно карте Ленинградской области Северо-западного аэрогеодезического треста ГГУ издания 1932 года деревня насчитывала 24 крестьянских двора.
По данным 1933 года деревня Новое Село входила в состав Тервинского (Тервеничского) сельсовета Оятского района.

Деревня Новое Село на карте РККА 1940 года

С 1955 года в составе Лодейнопольского района.
В 1958 году население деревни составляло 40 человек.
По данным 1966, 1973 и 1990 годов деревня Новое Село также входила в состав Тервенического сельсовета.
В 1997 году в деревне Новое Село Тервенической волости проживали 2 человека, в 2002 году — 1 человек (русский).
В 2007 году в деревне Новое Село Алёховщинского СП проживали 5 человек, в 2010 году — 3, в 2014 году — не было постоянного населения.

## География
Деревня расположена в юго-восточной части района на автодороге 41К-240 (Тервеничи — Ребовичи).
Расстояние до административного центра поселения — 20 км.
Расстояние до ближайшей железнодорожной станции Лодейное Поле — 71 км.
К северу от деревни находится Лакинское озеро и Ветхосельское озеро из которого вытекает ручей Вадога, приток реки Ащина.

## Демография
| 1910 | 1927 | 1958 | 1997 | 2007 | 2010 | 2014 |
| ---- | ---- | ---- | ---- | ---- | ---- | ---- |
| 240  | ↘237 | ↘40  | ↘2   | ↗5   | ↘3   | ↘0   |
| 2015 | 2016 | 2017 |      |      |      |      |
| →0   | →0   | →0   |      |      |      |      |

Согласно данным Всероссийской переписи населения 2021 года в деревне постоянного населения не было.

## Инфраструктура
На 1 января 2014 года в деревне было зарегистрировано: частных жилых домов — 7
На 1 января 2015 года в деревне не было постоянного населения.